# جوناثان ديفر
جوناثان ديفر هو محامي وسياسي أمريكي، ولد في 28 نوفمبر 1972. نشط حزبياً في الحزب الجمهوري. وقد انتخب عضو مجلس نواب أوهايو ‏.

## وصلات خارجية
- الموقع الرسمي